# Openul Mondial
Openul Mondial este un turneu profesionist de snooker. În trecut a fost cunoscut ca Grand Prix, LG Cup sau Turneul Jucătorilor Profesioniști.
Turneul a fost creat în 1982 ca Turneul Jucătorilor Profesioniști de către Asociația Mondială de Biliard și Snooker, pentru a aduce pe scenă un nou turneu pe puncte. Ray Reardon l-a învins pe Jimmy White cu 10-5 în finală și a câștigat premiul de 5000 £.
În 1984 Rothmans a început sponsorizarea turneului, i-a schimbat numele în Grand Prix-ul Rothmans și l-a mutat Hexagon Theatre, în Reading. Turneul a avut diverși sponsori și locuri de disputare de atunci. Printre acești sponsori s-a numărat și LG Electronics, care a preluat în 2001 turneul și i-a schimbat denumirea în LG Cup, și totesport, care a fost sponsorul turneului în 2004.
Turneul are loc în prezent la Yushan Sport Centre în luna martie, pe finalul sezonului de snooker. Premiile acordate la acest turneu au totalizat 400 000 £ în 2005, câștigătorului revenindu-i 60 000 £, însă odată cu mutarea în China, în 2012, fondul de premiere a crescut exponențial, ajungând în 2024 la 815 000 £, cu un cec de 170 000 £ pentru câștigător.

## Câștigători
| An                                | Câștigător                          | Finalist                            | Scor                                | Arena                                                 | Oraș                                | Sezon                               |
| Turneul Jucătorilor Profesioniști | Turneul Jucătorilor Profesioniști   | Turneul Jucătorilor Profesioniști   | Turneul Jucătorilor Profesioniști   | Turneul Jucătorilor Profesioniști                     | Turneul Jucătorilor Profesioniști   | Turneul Jucătorilor Profesioniști   |
| --------------------------------- | ----------------------------------- | ----------------------------------- | ----------------------------------- | ----------------------------------------------------- | ----------------------------------- | ----------------------------------- |
| 1982                              | Ray Reardon (WAL)                   | Jimmy White (ENG)                   | 10 - 5                              | La Reserve & International Snooker Club               | Birmingham, Anglia                  | 1982/83                             |
| 1983                              | Tony Knowles (ENG)                  | Joe Johnson (ENG)                   | 9 - 8                               | Redwood Lodge                                         | Bristol, Anglia                     | 1983/84                             |
| Grand Prix-ul Rothmans            |                                     |                                     |                                     |                                                       |                                     |                                     |
| 1984                              | Dennis Taylor (ENG)                 | Cliff Thorburn (CAN)                | 10 - 2                              | Hexagon Theatre                                       | Reading, Anglia                     | 1984/85                             |
| 1985                              | Steve Davis (ENG)                   | Dennis Taylor (ENG)                 | 10 - 9                              | Hexagon Theatre                                       | Reading, Anglia                     | 1985/86                             |
| 1986                              | Jimmy White (ENG)                   | Rex Williams (ENG)                  | 10 - 6                              | Hexagon Theatre                                       | Reading, Anglia                     | 1986/87                             |
| 1987                              | Stephen Hendry (SCO)                | Dennis Taylor (ENG)                 | 10 - 7                              | Hexagon Theatre                                       | Reading, Anglia                     | 1987/88                             |
| 1988                              | Steve Davis (ENG)                   | Alex Higgins (NIR)                  | 10 - 6                              | Hexagon Theatre                                       | Reading, Anglia                     | 1988/89                             |
| 1989                              | Steve Davis (ENG)                   | Dean Reynolds (ENG)                 | 10 - 0                              | Hexagon Theatre                                       | Reading, Anglia                     | 1989/90                             |
| 1990                              | Stephen Hendry (SCO)                | Nigel Bond (ENG)                    | 10 - 5                              | Hexagon Theatre                                       | Reading, Anglia                     | 1990/91                             |
| 1991                              | Stephen Hendry (SCO)                | Steve Davis (ENG)                   | 10 - 6                              | Hexagon Theatre                                       | Reading, Anglia                     | 1991/92                             |
| 1992                              | Jimmy White (ENG)                   | Ken Doherty (IRL)                   | 10 - 9                              | Hexagon Theatre                                       | Reading, Anglia                     | 1992/93                             |
| Grand Prix-ul Skoda               |                                     |                                     |                                     | Hexagon Theatre                                       | Reading, Anglia                     |                                     |
| 1993                              | Peter Ebdon (ENG)                   | Ken Doherty (IRL)                   | 9 - 6                               | Hexagon Theatre                                       | Reading, Anglia                     | 1993/94                             |
| 1994                              | John Higgins (SCO)                  | Dave Harold (ENG)                   | 9 - 6                               | Assembly Rooms                                        | Derby, Anglia                       | 1994/95                             |
| 1995                              | Stephen Hendry (SCO)                | John Higgins (SCO)                  | 9 - 5                               | Crowtree Centre                                       | Sunderland, Anglia                  | 1995/96                             |
| Grand Prix                        |                                     |                                     |                                     |                                                       |                                     |                                     |
| 1996                              | Mark Williams (WAL)                 | Euan Henderson (SCO)                | 9 - 5                               | Bournemouth International Centre                      | Bournemouth, Anglia                 | 1996/97                             |
| 1997                              | Dominic Dale (WAL)                  | John Higgins (SCO)                  | 9 - 6                               | Bournemouth International Centre                      | Bournemouth, Anglia                 | 1997/98                             |
| 1998                              | Stephen Lee (ENG)                   | Marco Fu (HKG)                      | 9 - 2                               | Guild Hall                                            | Preston, Anglia                     | 1998/99                             |
| 1999                              | John Higgins (SCO)                  | Mark Williams (WAL)                 | 9 - 8                               | Guild Hall                                            | Preston, Anglia                     | 1999/00                             |
| 2000                              | Mark Williams (WAL)                 | Ronnie O'Sullivan (ENG)             | 9 - 5                               | Telford International Centre                          | Telford, Anglia                     | 2000/01                             |
| LG Cup                            |                                     |                                     |                                     |                                                       |                                     |                                     |
| 2001                              | Stephen Lee (ENG)                   | Peter Ebdon (ENG)                   | 9 - 4                               | Guild Hall                                            | Preston, Anglia                     | 2001/02                             |
| 2002                              | Chris Small (SCO)                   | Alan McManus (SCO)                  | 9 - 5                               | Guild Hall                                            | Preston, Anglia                     | 2002/03                             |
| 2003                              | Mark Williams (WAL)                 | John Higgins (SCO)                  | 9 - 5                               | Guild Hall                                            | Preston, Anglia                     | 2003/04                             |
| Grand Prix-ul totesport           |                                     |                                     |                                     |                                                       |                                     |                                     |
| 2004                              | Ronnie O'Sullivan (ENG)             | Ian McCulloch (ENG)                 | 9 - 5                               | Guild Hall                                            | Preston, Anglia                     | 2004/05                             |
| Grand Prix                        |                                     |                                     |                                     |                                                       |                                     |                                     |
| 2005                              | John Higgins (SCO)                  | Ronnie O'Sullivan (ENG)             | 9 - 2                               | Aberdeen Exhibition and Conference Centre             | Aberdeen, Scoția                    | 2005/06                             |
| 2006                              | Neil Robertson (AUS)                | Jamie Cope (ENG)                    | 9 - 5                               | Aberdeen Exhibition and Conference Centre             | Aberdeen, Scoția                    | 2006/07                             |
| 2007                              | Marco Fu (HKG)                      | Ronnie O'Sullivan (ENG)             | 9 - 6                               | Aberdeen Exhibition and Conference Centre             | Aberdeen, Scoția                    | 2007/08                             |
| 2008                              | John Higgins (SCO)                  | Ryan Day (WAL)                      | 9 - 7                               | Scottish Exhibition and Conference Centre             | Glasgow, Scoția                     | 2008/09                             |
| 2009                              | Neil Robertson (AUS)                | Ding Junhui (CHN)                   | 9 - 4                               | Kelvin Hall                                           | Glasgow, Scoția                     | 2009/10                             |
| Openul Mondial                    |                                     |                                     |                                     |                                                       |                                     |                                     |
| 2010                              | Neil Robertson (AUS)                | Ronnie O'Sullivan (ENG)             | 5 - 1                               | Scottish Exhibition and Conference Centre             | Glasgow, Scoția                     | 2010/11                             |
| 2012                              | Mark Allen (NIR)                    | Stephen Lee (ENG)                   | 10 - 1                              | Haikou Stadium                                        | Haikou, China                       | 2011/12                             |
| 2013                              | Mark Allen (NIR)                    | Matthew Stevens (WAL)               | 10–4                                | Hainan International Convention And Exhibition Center | Haikou, China                       | 2012/13                             |
| 2014                              | Shaun Murphy (ENG)                  | Mark Selby (ENG)                    | 10–6                                | Hainan International Convention And Exhibition Center | Haikou, China                       | 2013/14                             |
| 2016                              | Ali Carter (ENG)                    | Joe Perry (ENG)                     | 10–8                                | Yushan No.1 Middle School                             | Yushan, China                       | 2016/17                             |
| 2017                              | Ding Junhui (CHN)                   | Kyren Wilson (ENG)                  | 10–3                                | Yushan No.1 Middle School                             | Yushan, China                       | 2017/18                             |
| 2018                              | Mark Williams (WAL)                 | David Gilbert (ENG)                 | 10–9                                | Yushan No.1 Middle School                             | Yushan, China                       | 2018/19                             |
| 2019                              | Judd Trump (ENG)                    | Thepchaiya Un-Nooh (THA)            | 10–5                                | Yushan Sport Centre                                   | Yushan, China                       | 2019/20                             |
| 2020–2023                         | Anulat din cauza pandemiei COVID-19 | Anulat din cauza pandemiei COVID-19 | Anulat din cauza pandemiei COVID-19 | Anulat din cauza pandemiei COVID-19                   | Anulat din cauza pandemiei COVID-19 | Anulat din cauza pandemiei COVID-19 |
| 2024                              | Judd Trump (ENG)                    | Ding Junhui (CHN)                   | 10–4                                | Yushan Sport Centre                                   | Yushan, China                       | 2023/24                             |
| 2025                              | John Higgins (SCO)                  | Joe O'Connor (ENG)                  | 10–6                                | Yushan Sport Centre                                   | Yushan, China                       | 2024/25                             |

## Recorduri
John Higgins a câștigat fiecare turneul de cinci ori.
Finala din 1985, dintre Steve Davis și Dennis Taylor este cea mai lungă finală de o singură zi din istoria snookerului. A durat 10 ore și 21 de minute.

### Recorduri stabilite în finala din 2005
În finala din 2005, John Higgins a stabilit două recorduri:
- Break-urile sale de peste 100 de puncte în al șaptelea, al optulea, al nouălea și al zecelea joc au fost prima serie a unui jucător de breakuri peste 100 de puncte în patru jocuri consecutive într-un meci într-un turneu pe puncte.
- A înscris 494 de puncte fără replică, cele mai multe într-un turneu de snooker.